# Dudjom Sangye Pema Shepa Rinpoché
Dudjom Sangye Pema Shepa Rinpoché (tibétain : བདུད་འཇོམས་སངས་རྒྱས་པདྨ་བཞད་པ་རིན་པོ་ཆེ, Wylie : bdud ‘joms sangs rgyas padma bzhad pa rin po che) né le 21 avril 1990 à Jyekundo dans le Kham, ancienne province du Tibet, et mort le 15 février 2022 en Chine, est un des yangsi reconnu comme l'incarnation de Dudjom Rinpoché.

## Biographie
Dudjom Sangye Pema Shepa Rinpoché est le petit-fils du 2e Dudjom Rinpoché. Né à Jyekundo au Tibet le 21 avril 1990, il a été reconnu par le tertön Khandro Tare Lhamo. Chatral Rinpoché et Thinley Norbu Rinpoché, le fils aîné du 2e Dudjom Rinpoché, ont confirmé la reconnaissance. 
Dudjom Sangye Pema Shepa Rinpoché a été officiellement intronisé au Tibet par Kyabje Khenpo Jigme Phuntsok, lors d'une cérémonie au monastère de Dzongsar en présence de Dzongsar Khyentsé Rinpoché. Une seconde intronisation a eu lieu le jour de Lhabab-Düchen en 1994 au Népal à Godavari, par Chatral Rinpoché,
La liste des autres grands lamas endossant la reconnaissance de Dudjom Sangye Pema Shepa Rinpoché inclut Mindroling Trichen Rinpoché, Penor Rinpoché, Sakya Trizin Rinpoché, Shechen Rabjam Rinpoché, Kathok Situ Rinpoché, Dodrupchen Rinpoché, et Dzarong Trulzhik Rinpoché. Dudjom Sangye Pema Shepa Rinpoché étudie sous la direction de Chatral Rinpoché. Il est mort soudainement au Dudjom Labrang résidence le 15 février 2022 à l'âge de 32 ans. A la demande de Namkha Rinpoché, le 17e Karmapa Orgyen Trinley Dorje a composé une prière pour son retour rapide.